# Clubul Sportiv Minaur Baia Mare
Il Clubul Sportiv Minaur Baia Mare, chiamato anche Minaur Baia Mare o semplicemente Baia Mare, è una società calcistica rumena con sede nella città di Baia Mare. È stata fondata nel 1948 dalla fusione di Phoenix Baia Mare (nata nel 1932) e Minaur Baia Mare (nata nel 1928). È stata la più blasonata squadra del distretto di Maramureș. Milita in Liga II.
Il 5 agosto 2016, in seguito a dei problemi finanziari, è costretta a ritirarsi da tutte le competizioni nazionali e il presidente della squadra, Cristian Şpan, ha richiesto il fallimento della società.
È da non confondere con il Fotbal Club Maramureș Universitar Baia Mare.

## Storia
Vanta come migliori risultati due finali di Coppa di Romania, raggiunte nel 1959 e nel 1982.
Ha partecipato all'edizione 1982-1983 della Coppa delle Coppe, occupando il posto lasciato libero dalla vincitrice della coppa nazionale, la Dinamo Bucarest, che nella stessa stagione aveva vinto anche il campionato, guadagnandosi l'accesso alla Coppa dei Campioni. L'avversaria del Baia Mare nella competizione europea fu il Real Madrid. La gara d'andata in Romania si concluse con uno storico pareggio per 0-0, mentre al ritorno allo Stadio Santiago Bernabéu gli spagnoli si imposero per 5-2, eliminando la squadra rumena.

## Palmarès

### Competizioni nazionali
- Liga II: 1

1999-2000
- Liga III: 3

2008-2009, 2014-2015, 2021-2022

### Altri piazzamenti
- Coppa di Romania:

Finalista: 1958-1959, 1981-1982
Semifinalista: 1992-1993

## Baia Mare nelle Coppe Europee
| Stagione | Competizione      | Turno    | Nazione           | Avversario  | Andata | Ritorno | Totale |
| -------- | ----------------- | -------- | ----------------- | ----------- | ------ | ------- | ------ |
| 1982-83  | Coppa delle Coppe | 1º turno | Spagna (bandiera) | Real Madrid | 0-0    | 2-5     | 2-5    |

In grassetto le gare casalinghe.

## Nomi precedenti
- Phoenix Baia Mare (1932-1948)
- Clubul Sportiv Municipal Baia Mare (1948-1950, 1958-1962)
- Metalul Baia Mare (1950-1956)
- Energia Trustul Miner Baia Mare (1956-1957)
- Minerul Baia Mare (1957-1958, 1962-1975)
- Fotbal Club Baia Mare (1975-1985, 1998-2010)
- Fotbal Club Maramureș Baia Mare (1985-1998)

## Rosa 2015-2016
| N. |                    | Ruolo | Calciatore               |
| -- | ------------------ | ----- | ------------------------ |
|    | Romania (bandiera) | P     | Alin Bota                |
|    | Romania (bandiera) | P     | Karoly Fila              |
|    | Romania (bandiera) | P     | Octavian Ormenișan       |
|    | Romania (bandiera) | D     | Ciprian Duruș (capitano) |
|    | Romania (bandiera) | D     | Dănuț Munteanu           |
|    | Romania (bandiera) | D     | Vlad Gherman             |
|    | Romania (bandiera) | D     | Cristian Daminuță        |
|    | Romania (bandiera) | D     | Florin Ilie              |
|    | Romania (bandiera) | D     | Sorin Bușu               |
|    | Romania (bandiera) | D     | Florin Anițoiu           |
|    | Romania (bandiera) | C     | Tudor Sbârcea            |
|    | Romania (bandiera) | C     | Claudiu Codoban          |
|    | Romania (bandiera) | C     | Sergiu Oltean            |

| N. |                    | Ruolo | Calciatore        |
| -- | ------------------ | ----- | ----------------- |
|    | Romania (bandiera) | C     | Radu Leonte       |
|    | Romania (bandiera) | C     | Valer Giurgiu     |
|    | Romania (bandiera) | C     | Vasile Pop        |
|    | Romania (bandiera) | C     | Bogdan Străuț     |
|    | Romania (bandiera) | C     | Mihai Deac        |
|    | Romania (bandiera) | C     | Silviu Balaure    |
|    | Romania (bandiera) | C     | Emil Dică         |
|    | Romania (bandiera) | C     | Ciprian Vasilache |
|    | Romania (bandiera) | C     | Cosmin Sîrbu      |
|    | Romania (bandiera) | A     | Adrian Ster       |
|    | Romania (bandiera) | A     | Constantin Codin  |
|    | Romania (bandiera) | A     | George Cîrjan     |
|    | Romania (bandiera) | A     | Sergiu Jurj       |